# Флебодиум золотистый
Флебо́диум золоти́стый, или Флебо́диум золото́й (лат. Phlebodium aureum) — вид папоротников рода Флебодиум (Phlebodium) семейства Многоножковые (Polypodiaceae).

## Ботаническое описание
Папоротник снабжён ползучим корневищем, очень густо опушённым коричнево-золотыми чешуйками (отсюда название). Диаметр корневища — 8—15 (редко 30) мм. Крупные листья (вайи) на длинных, до 1 метра черешках — перисторассечённые, в очертании овальные. Листовая пластинка крупная, от 30 до 130 см длиной и 10—50 см шириной, голая, состоит из до 35 листочков второго порядка. Листочки линейно-ланцетные, на верхушке заострённые, с волнистым краем. Их цвет варьирует от ярко-зелёного до серовато-зелёного цвета. Сорусы золотисто-оранжевые, округлые или слегка удлинённые, расположены в один или два ряда между средней жилкой и краем листа. Крохотные споры распространяются ветром.

## Распространение
Произрастает в тропиках и субтропиках Северной и Южной Америки (в восточной части континентов). Единственный вид рода флебодиум (Phlebodium), встречающийся в Северной Америке. В США произрастает от Флориды до юго-востока Джорджии, на юге на Карибских островах (Багамские острова, Пуэрто-Рико и Малые Антильские острова), а также на севере и востоке Южной Америки до Парагвая.

## Местообитание
Флебодиум золотистый редко ведёт наземный образ жизни. Часто растёт как эпифит, на стволах деревьев, прикрепляясь к коре, под пологом тропических лесов или на карликовых пальмах в субтропиках. Обычен в туманных лесах на Карибских островах и севере Южной Америки. Во Флориде растёт в различных средах обитания, включая болота, а потому хорошо приспособлен к широкому диапазону микроклиматов. Ограничением для распространения этого вида далее в тропиках и субтропиках является его чувствительность даже к самым лёгким морозам. Чрезмерное освещение также сказывается на росте этого вида. В местах с постоянным количеством осадков в течение года он растёт как вечнозелёное растение, а там, где есть сухой сезон, он — полувечнозелёный или частично листопадный. Это помогает растению пережить засуху, уменьшая испарение. 

## Особенности химического состава

Вицианин

Без предварительной обработки растение ядовито, так как содержит синильную кислоту. Также он содержит цианогенный гликозид вицианин. С помощью фермента вицианин-β-гликозидазы часть молекулы сахара вицианазы расщепляется с высвобождением миндалонитрилов. Далее под действием фермента лиазы освобождается синильная кислота. Этим обусловлена ядовитость не только флебодиума золотистого, но и многих других ядовитых растений.

## Хозяйственное значение и применение

### Декоративное растение
Используется в декоративном озеленении в интерьере. Зимой содержится при температуре не ниже 18—20 °С. Температура ниже 5 °C для него губительна. Растение теневыносливое. Высыхание субстрата нежелательно. Субстрат рыхлый, нейтральный, с примесью хвойной земли.
Было выведено несколько сортов для сада, с окраской листьев, варьирующей от серо-зелёного до серебристо-зелёного и голубовато-зелёного, а также гребенчатым или очень волнистым листовым краем.

### В народной медицине
Он показал себя эффективным иммуномодулятором при пероральном введении (избирательно модулирует сверхактивные иммунные клетки), а также как противопсориазное, нейрозащитное (защищает клетки мозга), противокашлевое, противовоспалительное и защищающее от УФ-излучения средство. 
Имеются сообщения, что его применение помогало при рассеянном склерозе и витилиго.

### Инвазивность
Вид может быть инвазивным, поскольку он чрезвычайно быстро распространился на Гавайях после 1910 года. 